# Liesl Tesch
Liesl Tesch   (Brisbane, 17 de maig de 1969) Liesl Dorothy Tesch AM és una jugadora de bàsquet amb cadira de rodes, marinera i política australiana. Va quedar mig paraplègica després d'un accident de bicicleta de muntanya als 19 anys. Va competir en el seu equip nacional de bàsquet amb cadira de rodes en cinc partits paralímpics, guanyant tres medalles, i va ser la primera dona que va jugar aquest esport professionalment. Va començar a navegar en 2010, guanyant medalles d'or en els Jocs Paralímpics de Londres 2012 i de Rio de Janeiro 2016 amb el seu company Daniel Fitzgibbon. Per l'abril de 2017, va ser escollida membre per Gosford a l'Assemblea Legislativa de Nova Gal·les del Sud a les eleccions parcials de l'estat de Gosford.

## Vida personal
Tesch va néixer a Brisbane el 17 de maig de 1969. En una entrevista del 2012, va descriure els seus pares com «alternatius» i va dir del seu pare que hagués preferit filosofar més aviat que treballar «perquè no li agradava treballar en una societat capitalista... vivíem de la terra tant com podíem, menjant animals atropellats». Va créixer a Brisbane, Nova Zelanda, i al suburbi de Coal Point al llac Macquarie, va assistir a l'Escola Secundària de Toronto. Va participar en bàsquet, natació, vela, surf de vela i ciclisme quan era nena, va formar part de l'equip estatal de bàsquet amb 11 i 12 anys a l'escola secundària.; A l'edat de 19 anys, es va trencar l'esquena després d'un accident de bicicleta de muntanya, convertint-se en paraplègica. Va rebre una Llicenciatura en Ciències i un Diploma en Educació de la Universitat de Newcastle.
Abans d'entrar a la política, Tesch va treballar com a professora de secundària. Al 2010,va cofundar Sports Matters, una organització benèfica que promou l'esport per a les persones amb discapacitat als països en desenvolupament. Viu]amb la seva parella, Mark, constructor de vaixells i participant freqüent a la Regata Sídney-Hobart; la parella es va conèixer mentre es preparava per a la competició el 2009.

## Compteticions esportives

### Bàsquet amb cadira de rodes
| «             | No tinc cap dubte que la meva vida ha canviat, és difícil dir que ha millorat a causa d'aquesta catàstrofe, però definitivament aprofito moltes oportunitats ara perquè són aquí. Crec que si hagués tingut aquest accident en altres països del món, n'hi ha una bona possibilitat que hagués mort, així que tots els dies empaco coses perquè puc. He de tenir el cap ben alt i la ment ampla. | » |
| — Liesl Tesch | |   |

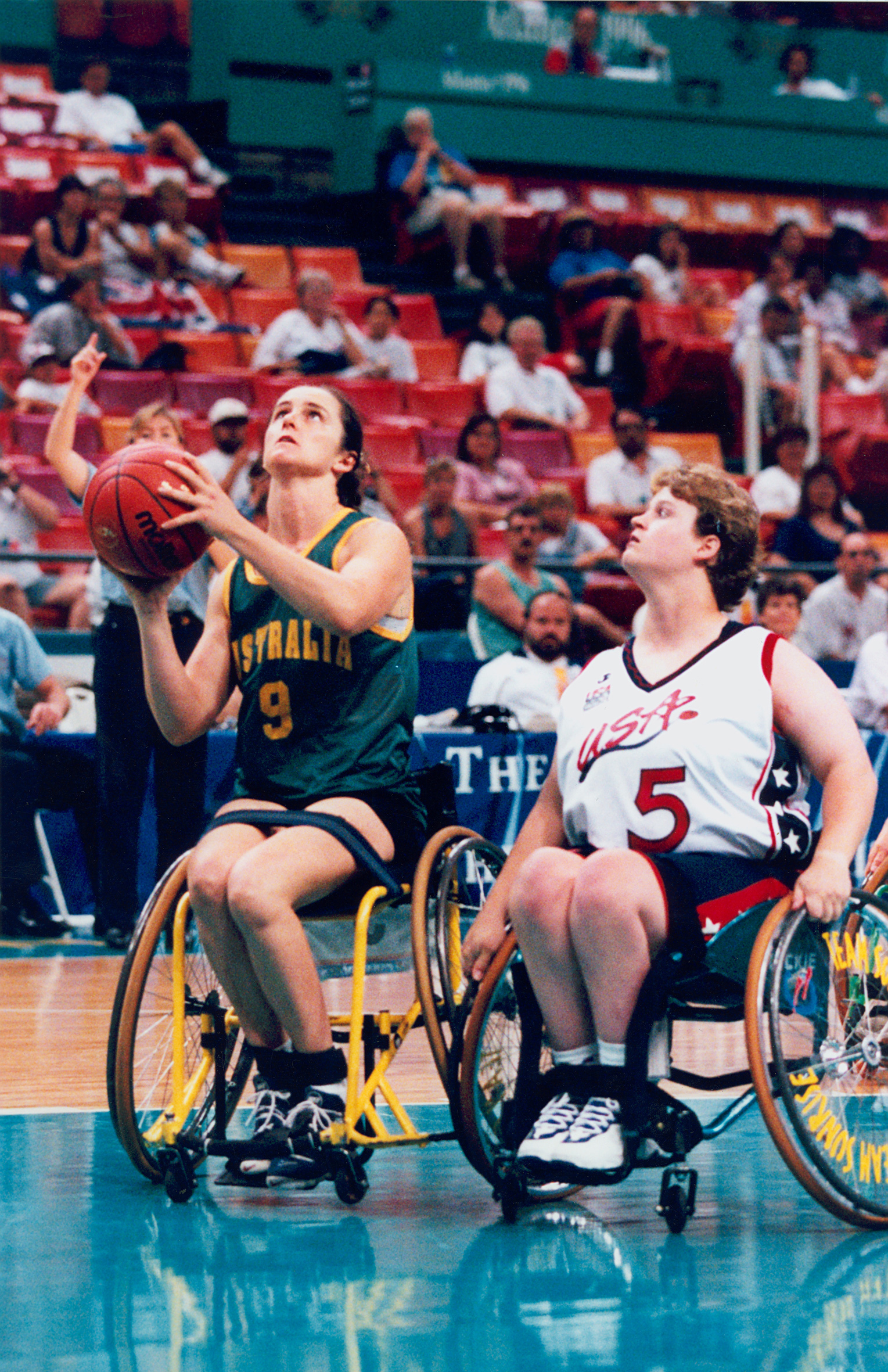
Tesch tira des de l'interior de la clau en el joc contra els Estats Units als

Tesch va començar a jugar al bàsquet amb cadira de rodes després que un dels seus fisioterapeutes notés l'hàbil que era disparant amb una pilota d'escuma a un tauler de plexiglàs durant la seva rehabilitació.8 Poc després d'entrar a l'equip estatal de Nova Gal·les del Sud, va ser invitada a provar i integrar-se en l'equip nacional femení de bàsquet amb cadira de rodes d'Austràlia el 1990, fent el seu debut nacional als Campionats Mundials d'aquest any, 8 i el seu debut paralímpic als Jocs Paralímpics de Barcelona 1992.9 Va ser nomenada per a l'All Star Five a la Copa d'Or de 1994, on l'equip australià va guanyar una medalla de bronze.10 Va formar parteix de l'equip australià als Jocs Paralímpics d'Atlanta 1996,9 i va ser nomenada Jugadora Més Valuosa a la Copa d'Or de 1998.10 Va ser la vicecapitana de l'equip del seu país als Jocs Paralímpics d'estiu de 2000 a Sídney, on va guanyar una medalla de plata.69 Durant les celebracions després dels jocs, alguns jugadors d'Europa la van invitar a jugar en equips masculins professionals allà. Ella va acceptar aquest suggeriment i va jugar a Madrid, Sardenya i París durant els cinc anys següents, convertint-se així en la primera dona del món que va jugar professionalment al bàsquet amb cadira de rodes.5 Va ajudar a establir una lliga femenina de bàsquet amb cadira de rodes al continent i va competir en equips femenins a Itàlia i França.5 També va competir en l'equip australià guanyador de la medalla de plata als Jocs Paralímpics d'Atenes 2004.9 Va tornar a casa per ser capitana de la selecció nacional als Jocs Paralímpics d'estiu de 2008.59 A l'any 2010, Tesch va competir amb el seu equip a la Copa Osaka, una competició per als cinc millors equips internacionals femenins de bàsquet amb cadira de rodes del món; el seu equip va derrotar l'equip dels Estats Units número u classificat 55-37.11 Era una jugadora de 4 punts.12 Es va retirar de la selecció nacional de bàsquet amb cadira de rodes en 2011 per concentrar-se en la vela esportiva.2

### Navegació

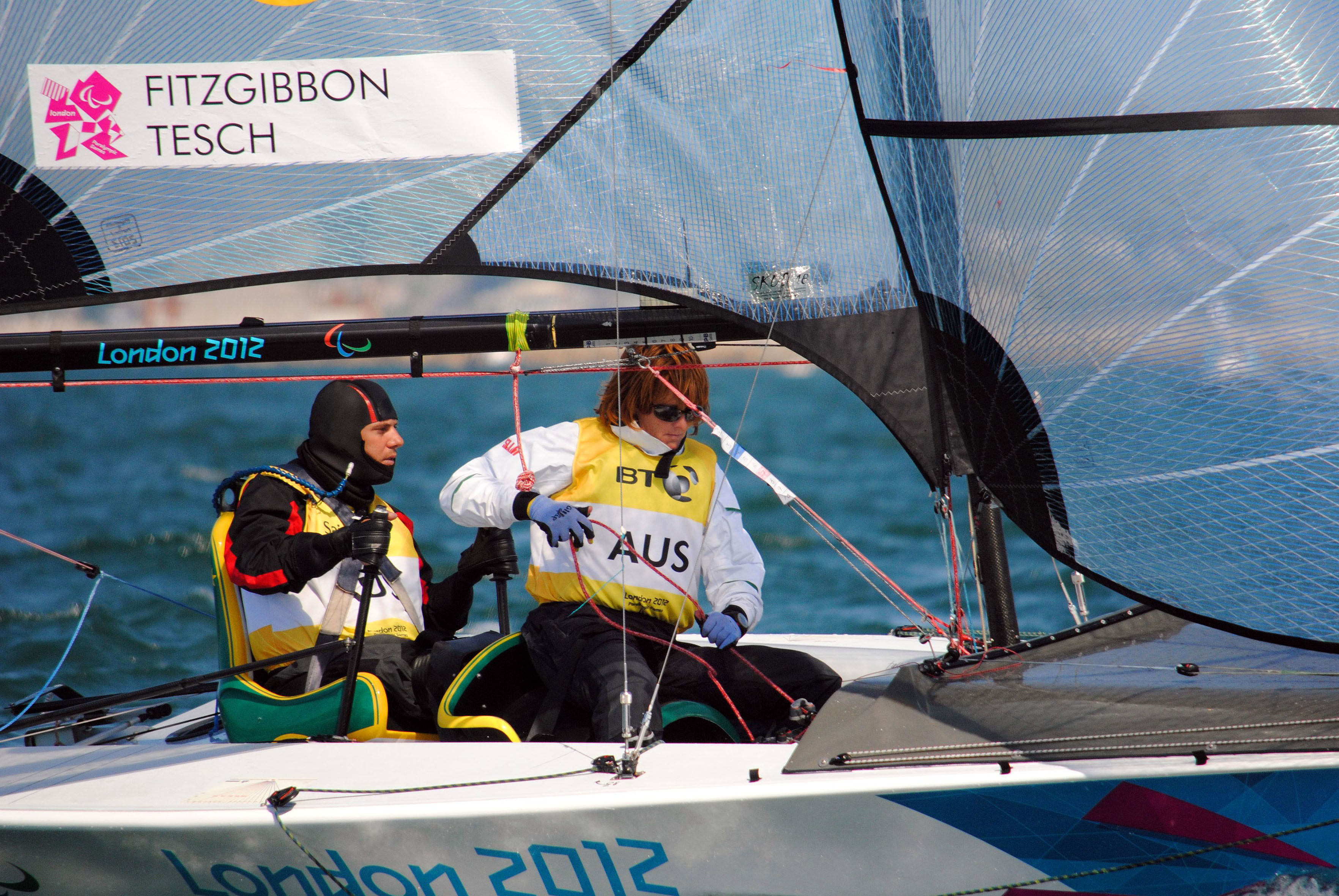
Tesch i Fitzgibbon als Jocs Paralímpics de Londres 2012.

Al 2009 Tesch va participar en la Regata Sydney Hobart sobre navegació amb discapacitats.2 Després de veure un documental de la SBS sobre el viatge, el medallista de plata de Pequín Daniel Fitzgibbon es va posar en contacte amb ella a la fi de 2010 i van formar una associació de navegació.2 Navegant l'SKUD 18 de dues persones amb Fitzgibbon, l'equip va tenir un èxit immediat, guanyant l'or en la Copa d'Or de la ISAF el gener de 2011, i una medalla de bronze als Campionats Mundials de la IFDS al juliol d'aquest any.13 Van Guanyar una medalla d'or amb una cursa pendent en la competició de vela paralímpica de Londres 2012 celebrada a Weymouth i Pòrtland. La mare de Tesch havia mort de càncer després del seu primer dia de competició en els jocs; poc després de guanyar la medalla d'or, va dir que era «una bonica manera de celebrar la vida de la meva mare guanyar l'or en un bonic dia assolellat als Jocs Paralímpics».

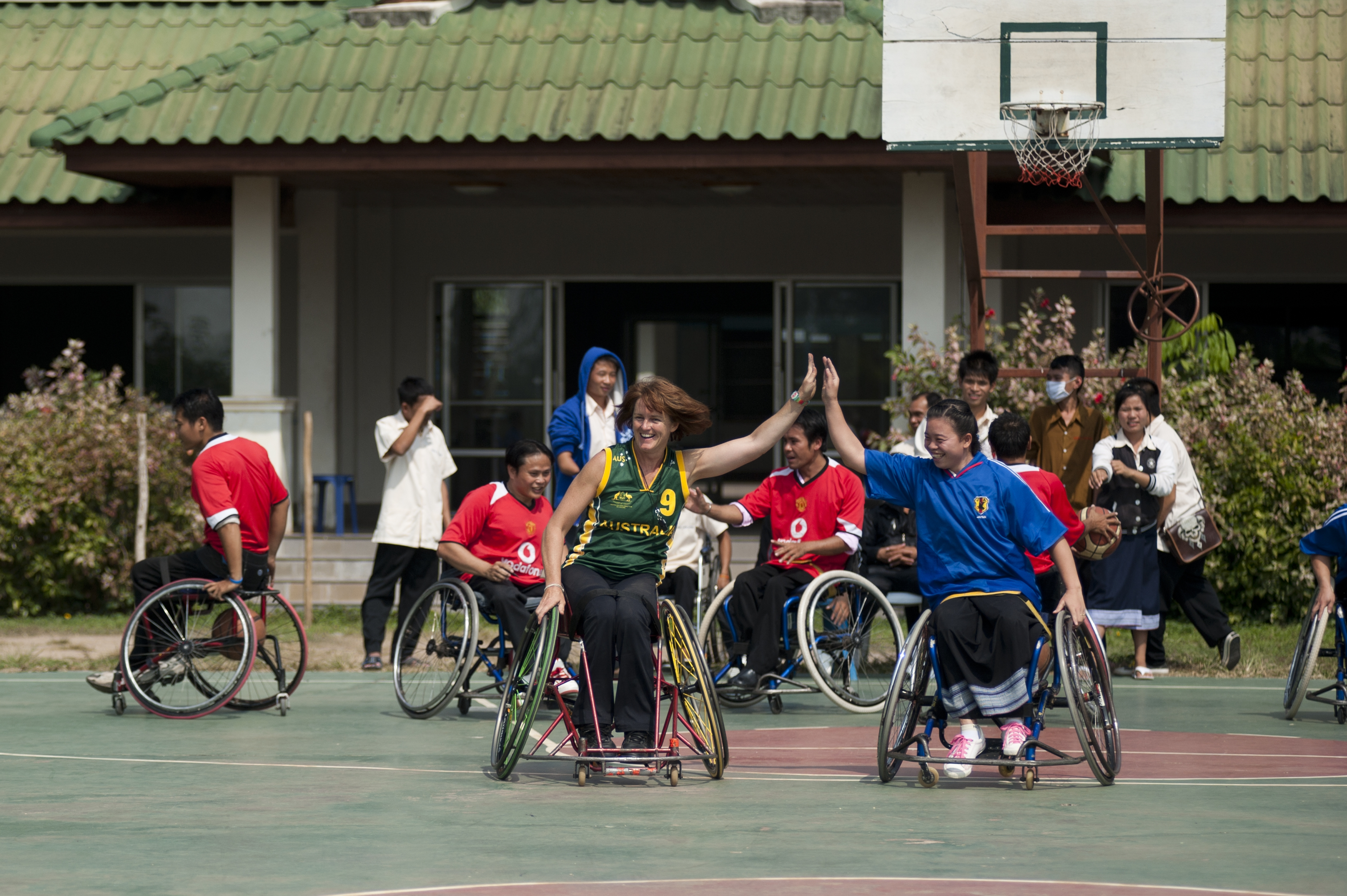
Tesch realitzant assistències clíniques de bàsquet amb cadira de rodes a Vientiane, Laos (2010).

Als Campionats Mundials IFDS de 2014 a Halifax, Canadà, Tesch es va unir a Fitzgibbon per guanyar la classe de dues persones SKUD 18. Tesch i Fitzgibbon van guanyar els Campionats Mundials IFDS de 2015 a Melbourne. Tots dos també van guanyar la medalla de bronze en la classe SKUD 18 als Campionats Mundials de 2016 celebrats a Medemblik, Països Baixos.
El 20 de juny de 2016, a Tesch li van robar la bicicleta a punta de pistola mentre estava en un passeig de condicionament físic amb el seu fisioterapeuta a Río de Janeiro, en preparació per als Jocs Paralímpics d'aquest any. Tesch i Fitzgibbon van guanyar les medalles d'or paralímpiques consecutives en guanyar el SKUD18 als Jocs Paralímpics de Rio de Janeiro 2016. Van guanyar vuit d'11 curses i van obtenir tres segons llocs.

## Carrera política
Al febrer de 2017, Tesch va ser seleccionat pel Partit Laborista per disputar l'escó de Gosford a l'Assemblea Legislativa de Nova Gal·les del Sud. L'escó va ser ocupat anteriorment per Kathy Smith del Partit Laborista, qui va renunciar a causa de la seva mala salut. Tesch va ser escollida el 8 d'abril de 2017 en les eleccions parcials de l'estat de Gosford.

## Reconociments

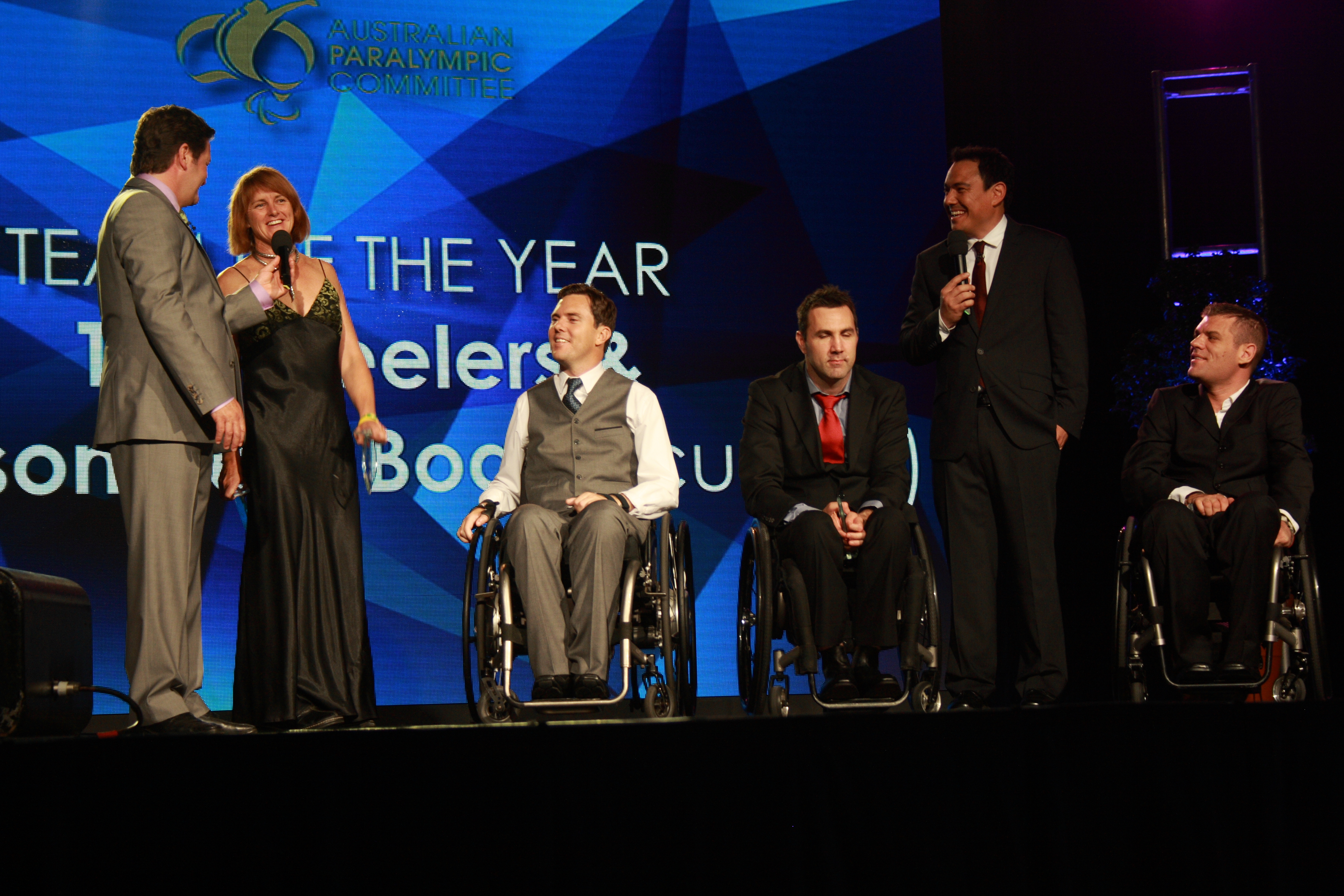
Tesch i Fitzgibbon rebent el Team of the Year award de 2012 Australian Paralympian of the Year ceremony.

Al 2000, Tesch va rebre una Medalla Esportiva Australiana. Al 2011, ella i Fitzgibbon van ser nomenats conjuntament Navegants de l'Any amb una Discapacitat. Va ser nomenada Membre de l'Orde d'Austràlia en els Honors del Dia d'Austràlia de 2014 «pel seu important servei a l'esport com a medallista d'or als Jocs Paralímpics de Londres 2012, i per la promoció i facilitació de l'esport per a les persones amb discapacitat». Al novembre de 2014, Tesch va compartir el premi al Navegant de l'Any de Yachting Austràlia amb una discapacitat amb Daniel Fitzgibbon, Colin Harrison, Jonathan Harris, Russell Boaden i Matthew Bugg. L'equip australià de sis mariners va vèncer a Gran Bretanya per un punt al Campionat Mundial IFDS. Tesch i Fitzgibbon van guanyar el Premi Esportiu d'NSW de 2014 per a l'Equip de l'Any amb una Discapacitat. Al novembre de 2014, Tesch va rebre el Premi Sir Roden Cutler del Primary Club of Austràlia en reconeixement d'un assoliment esportiu excel·lent d'un atleta amb una discapacitat. Al novembre de 2015, Tesch i Fitzgibbon van rebre el Premi al Navegant de l'Any amb una Discapacitat de Yachting Austràlia de 2015. Al 2016, Tesch va ser admesa en el Saló de la Fama del Bàsquet d'Austràlia. Al 2016, va rebre el Premi del President en els Premis de Vela d'Austràlia. En els premis del Comitè Paralímpic Australià de 2016, se li va concedir la Medalla de l'Oncle Kevin Coombs per l'Esperit dels Jocs. Al novembre de 2017, Tesch i Daniel Fitzgibbon van ser admesos en el Saló de la Fama de la Vela d'Austràlia.